# Kalpana Dash
Kalpana Dash (Dhenkanal, Odisha; 7 de julio de 1966 - Monte Everest, 23 de mayo de 2019) fue una montañera y abogada india. Fue la primera alpinista del grupo étnico odia en escalar el monte Everest, haciendo cumbre el 21 de mayo de 2008, junto con un equipo de cinco miembros de Estados Unidos, Canadá y Nepal.
Ya había intentado escalar el Everest en dos ocasiones, una en 2004 y otra en 2006, pero fracasó debido al mal tiempo y a su estado de salud.

## Muerte
El 23 de mayo de 2019, Dash volvió a hacer cumbre en el Everest con otras dos personas, pero enfermó en el descenso y murió justo encima del balcón del monte Everest.
La causa de su muerte fue una inusual congestión cerca de la cumbre del Everest debido a una estrecha ventana de escalada que se hizo más estrecha por las severas condiciones climáticas y el gobierno de Nepal que emitió permisos a varios cientos de escaladores. Al menos 11 escaladores, muchos de ellos veteranos alpinistas, de Nepal, Europa, Estados Unidos y la India murieron durante la temporada de escalada de 2019, en la ventana de los meses de abril y mayo, El estadounidense Donald Cash o la india Anjali Kulkarni fueron algunos de los fallecidos en la misma semana que Dash.
Su cuerpo fue recuperado por sherpas y llevado a la India.